# Салбайський договір
Салбайський договір був підписаний 17 травня 1782 року між представниками маратхів і Британської Ост-Індійської компанії після тривалих перемовин з урегулювання підсумків першої англо-маратхської війни. Був ратифікований у червні 1782 року у Гастінгсі.

## Умови договору
Відповідно до умов перемовин Британська Ост-Індійська компанія отримувала острів Сальсетте, допомогу маратхів у завоюванні князівства Майсуру та приєднанні до Британської Індії. Також маратхи гарантували, що французьким підданим буде заборонено створювати поселення на їх території. У свою чергу англійці погодились виплачувати пенсіон своєму протеже Раґханатху Рао й визнати Мадхава Рао II пешвою у державі маратхів. Британці також визнали територіальні претензії маратхського клану Скіндіїв на землі на захід від річки Джамни. Вони були повернуті разом з фортом Пурандар (Пуне).
Результатом договору став відносний спокій у відносинах між державою маратхів і Британською Ост-Індійською компанією до самого початку другої англо-маратхської війни 1802 року.